# Collection I
Collection I (conosciuta anche col nome di Misfits) è la seconda raccolta del gruppo punk The Misfits, pubblicata nel 1986.
In questa antologia si trovano i pezzi migliori e più famosi della band, nonché remix, versioni alternative e versioni riedite. Inoltre solo in questo disco si trovano i pezzi London Dungeon e Ghouls' Night Out, le b-side della versione singolo di Night of the Living Dead.

## Tracce
1. She (Danzig) - 1:22
2. Hollywood Babylon (Danzig) - 2:20
3. Bullet - 1:38
4. Horror Business (Danzig) - 2:45
5. Teenagers from Mars (Danzig) - 2:35
6. Night of the Living Dead (Danzig) - 1:57
7. Where Eagles Dare (Danzig) - 2:08
8. Vampira (Danzig) - 1:21
9. I Turned into a Martian (Danzig) - 1:44
10. Skulls (Danzig) - 1:58
11. London Dungeon (Danzig) - 2:34
12. Ghoul's Night out (Danzig) - 1:58
13. Astro Zombies (Danzig) - 2:11
14. Mommy, Can I Go out and Kill Tonight (Danzig) - 2:01
15. Die, Die My Darling (Danzig) - 3:11
16. Earth A.D. (Danzig) - 2:09
17. Devilock (Danzig) - 1:26
18. Death Comes Ripping (Danzig) - 1:53
19. Green Hell (Danzig) - 1:53
20. Wolfsblood (Danzig) - 1:11